# Saison 1 de Colony
Chronologie
Saison 2
Cet article présente le guide des épisodes de la première saison de la série télévisée américaine Colony.

## Généralités
- La saison a été diffusée du 14 janvier 2016 au 17 mars 2016 sur USA Network.
- Au Canada, elle a été diffusée en simultanée sur Bravo!.

## Distribution

### Acteurs principaux
- Josh Holloway : Will Bowman
- Sarah Wayne Callies : Katie Bowman
- Amanda Righetti : Madeline « Maddie » Bowman, sœur de Katie
- Peter Jacobson : Proxy Alan Snyder
- Gonzalo Menendez : Captain Lagarza
- Tory Kittles : Broussard
- Alex Neustaedter : Bram, fils de Will et Katie
- Isabella Crovetti-Cramp : Gracie Bowman, fille de Will et Katie

### Acteurs récurrents et invités
- Carl Weathers : Beau
- Kathy Baker : Phyllis
- Kathleen Rose Perkins : Jennifer McMahon
- Paul Guilfoyle : Quayle
- Adam Busch : Owen
- Adrian Pasdar : Nolan
- Kathryn Morris : Charlotte
- Ally Walker : Helena
- Thora Birch : Morgan
- Kim Rhodes : Rachel

## Liste des épisodes

### Épisode 1:Derrière le mur
- États-Unis /  Canada : 14 janvier 2016 sur USA Network[1] / Bravo![2]
- France : 7 mars 2017[3] sur TF1[4]
- Québec : 30 août 2017 sur MAX[5]

- États-Unis : 1,359 million de téléspectateurs[6] (première diffusion)
- France : 4,55 millions de téléspectateurs[7] (première diffusion)

### Épisode 2:Un monde meilleur
- États-Unis /  Canada : 21 janvier 2016 sur USA Network / sur Bravo!
- France : 7 mars 2017 sur TF1
- Québec : 6 septembre 2017 sur MAX

- États-Unis : 1,26 million de téléspectateurs[8] (première diffusion)
- France : 3,68 millions de téléspectateurs[7] (première diffusion)

### Épisode 3:La résistance dans la peau
- États-Unis /  Canada : 28 janvier 2016 sur USA Network / sur Bravo!
- France : 7 mars 2017 sur TF1
- Québec : 13 septembre 2017 sur MAX

- États-Unis : 1,212 million de téléspectateurs[9] (première diffusion)
- France : 2,85 millions de téléspectateurs[7] (première diffusion)

### Épisode 4:Ouvrir les yeux
- États-Unis /  Canada : 4 février 2016 sur USA Network / sur Bravo!
- France : 14 mars 2017 sur TF1
- Québec : 20 septembre 2017 sur MAX

- États-Unis : 1,15 million de téléspectateurs[10] (première diffusion)
- France : 3,49 millions de téléspectateurs[11] (première diffusion)

### Épisode 5:Geronimo
- États-Unis /  Canada : 11 février 2016 sur USA Network / sur Bravo!
- France : 14 mars 2017 sur TF1
- Québec : 27 septembre 2017 sur MAX

- États-Unis : 1,074 million de téléspectateurs[12] (première diffusion)

### Épisode 6:Dos au mur
- États-Unis /  Canada : 18 février 2016 sur USA Network / sur Bravo!
- France : 14 mars 2017 sur TF1
- Québec : 4 octobre 2017 sur MAX

- États-Unis : 946 000 téléspectateurs[13] (première diffusion)

### Épisode 7:Loyautés
- États-Unis /  Canada : 25 février 2016 sur USA Network / sur Bravo!
- France : 21 mars 2017 sur TF1
- Québec : 11 octobre 2017 sur MAX

- États-Unis : 1 million de téléspectateurs[14] (première diffusion)
- France : 3,49 millions de téléspectateurs[15] (première diffusion)

### Épisode 8:Haute trahison
- États-Unis /  Canada : 3 mars 2016 sur USA Network / sur Bravo!
- France : 21 mars 2017 sur TF1
- Québec : 18 octobre 2017 sur MAX

- États-Unis : 968 000 téléspectateurs[16] (première diffusion)

### Épisode 9:Contre-attaque
- États-Unis /  Canada : 10 mars 2016 sur USA Network / sur Bravo!
- France : 21 mars 2017 sur TF1
- Québec : 25 octobre 2017 sur MAX

- États-Unis : 1,091 million de téléspectateurs[17] (première diffusion)

### Épisode 10:Passer de l'autre côté
- États-Unis /  Canada : 17 mars 2016 sur USA Network / sur Bravo!
- France : 21 mars 2017 sur TF1
- Québec : 1er novembre 2017 sur MAX

- États-Unis : 1,193 million de téléspectateurs[18] (première diffusion)